# Gran Premio di superbike di Kyalami 2002
Il Gran Premio di superbike di Kyalami 2002 è stato la terza prova su tredici del campionato mondiale Superbike 2002, disputato il 7 aprile sul circuito di Kyalami, ha visto la vittoria di Troy Bayliss in gara 1, lo stesso pilota si è ripetuto anche in gara 2.
La vittoria nella gara valevole per il campionato mondiale Supersport è stata invece ottenuta da Andrew Pitt.
Per vari anni il circuito di Kyalami non ospiterà più il campionato mondiale Superbike sino al ritorno nell'edizione del 2009.

## Risultati

### Gara 1

#### Arrivati al traguardo[4]
| Pos. | Nº  | Pilota          | Squadra             | Motocicletta       | Giri | Tempo     | Griglia | Punti |
| ---- | --- | --------------- | ------------------- | ------------------ | ---- | --------- | ------- | ----- |
| 1º   | 1   | Troy Bayliss    | Ducati Infostrada   | Ducati 998 F 02    | 25   | 43:01.781 | 2º      | 25    |
| 2º   | 2   | Colin Edwards   | Castrol Honda       | Honda VTR 1000 SP2 | 25   | +0:04.119 | 1º      | 20    |
| 3º   | 11  | Rubén Xaus      | Ducati Infostrada   | Ducati 998 F 02    | 25   | +0:06.536 | 11º     | 16    |
| 4º   | 155 | Ben Bostrom     | Ducati L & M        | Ducati 998 F 02    | 25   | +0:11.983 | 3º      | 13    |
| 5º   | 100 | Neil Hodgson    | HM Plant Ducati     | Ducati 998 F 01    | 25   | +0:16.824 | 5º      | 11    |
| 6º   | 52  | James Toseland  | HM Plant Ducati     | Ducati 998 F 01    | 25   | +0:29.544 | 10º     | 10    |
| 7º   | 14  | Hitoyasu Izutsu | Kawasaki Racing     | Kawasaki ZX-7RR    | 25   | +0:37.380 | 6º      | 9     |
| 8º   | 9   | Chris Walker    | Kawasaki Racing     | Kawasaki ZX-7RR    | 25   | +0:47.298 | 12º     | 8     |
| 9º   | 33  | Juan Borja      | Spaziotel Racing    | Ducati 998 RS      | 25   | +0:54.572 | 9º      | 7     |
| 10º  | 20  | Marco Borciani  | Pedercini           | Ducati 998 RS      | 25   | +0:55.041 | 13º     | 6     |
| 11º  | 12  | Broc Parkes     | Ducati NCR Parmalat | Ducati 998 RS      | 25   | +1:18.288 | 17º     | 5     |
| 12º  | 28  | Serafino Foti   | Pedercini           | Ducati 996 RS      | 25   | +1:29.932 | 15º     | 4     |
| 13º  | 46  | Mauro Sanchini  | Kawasaki Bertocchi  | Kawasaki ZX-7RR    | 24   | +1 giro   | 19º     | 3     |
| 14º  | 68  | Bertrand Stey   | White Endurance     | Honda VTR 1000 SP1 | 24   | +1 giro   | 21º     | 2     |

#### Ritirati
| Nº | Pilota               | Squadra                   | Motocicletta      | Giri | Griglia |
| -- | -------------------- | ------------------------- | ----------------- | ---- | ------- |
| 41 | Noriyuki Haga        | Playstation2-FGF Aprilia  | Aprilia RSV 1000  | 17   | 4º      |
| 19 | Lucio Pedercini      | Pedercini                 | Ducati 998 RS     | 12   | 8º      |
| 10 | Gregorio Lavilla     | Alstare Suzuki Corona     | Suzuki GSX-R750 Y | 12   | 14º     |
| 23 | Jiří Mrkývka         | JM Racing                 | Ducati 996 RS     | 8    | 22º     |
| 99 | Steve Martin         | DFX Racing Ducati Pirelli | Ducati 998 RS     | 6    | 16º     |
| 30 | Alessandro Antonello | DFX Racing Ducati Pirelli | Ducati 998 RS     | 1    | 18º     |

### Gara 2

#### Arrivati al traguardo[5]
| Pos. | Nº  | Pilota           | Squadra                  | Motocicletta       | Giri | Tempo     | Griglia | Punti |
| ---- | --- | ---------------- | ------------------------ | ------------------ | ---- | --------- | ------- | ----- |
| 1º   | 1   | Troy Bayliss     | Ducati Infostrada        | Ducati 998 F 02    | 25   | 42:57.014 | 2º      | 25    |
| 2º   | 11  | Rubén Xaus       | Ducati Infostrada        | Ducati 998 F 02    | 25   | +0:02.673 | 11º     | 20    |
| 3º   | 2   | Colin Edwards    | Castrol Honda            | Honda VTR 1000 SP2 | 25   | +0:06.390 | 1º      | 16    |
| 4º   | 100 | Neil Hodgson     | HM Plant Ducati          | Ducati 998 F 01    | 25   | +0:06.774 | 5º      | 13    |
| 5º   | 155 | Ben Bostrom      | Ducati L & M             | Ducati 998 F 02    | 25   | +0:09.354 | 3º      | 11    |
| 6º   | 41  | Noriyuki Haga    | Playstation2-FGF Aprilia | Aprilia RSV 1000   | 25   | +0:11.983 | 4º      | 10    |
| 7º   | 14  | Hitoyasu Izutsu  | Kawasaki Racing          | Kawasaki ZX-7RR    | 25   | +0:27.660 | 6º      | 9     |
| 8º   | 52  | James Toseland   | HM Plant Ducati          | Ducati 998 F 01    | 25   | +0:28.876 | 10º     | 8     |
| 9º   | 9   | Chris Walker     | Kawasaki Racing          | Kawasaki ZX-7RR    | 25   | +0:40.781 | 12º     | 7     |
| 10º  | 33  | Juan Borja       | Spaziotel Racing         | Ducati 998 RS      | 25   | +0:43.255 | 9º      | 6     |
| 11º  | 10  | Gregorio Lavilla | Alstare Suzuki Corona    | Suzuki GSX-R750 Y  | 25   | +0:46.378 | 14º     | 5     |
| 12º  | 19  | Lucio Pedercini  | Pedercini                | Ducati 998 RS      | 25   | +0:56.415 | 8º      | 4     |
| 13º  | 20  | Marco Borciani   | Pedercini                | Ducati 998 RS      | 25   | +1:01.801 | 13º     | 3     |
| 14º  | 12  | Broc Parkes      | Ducati NCR Parmalat      | Ducati 998 RS      | 25   | +1:18.000 | 17º     | 2     |
| 15º  | 28  | Serafino Foti    | Pedercini                | Ducati 996 RS      | 25   | +1:33.164 | 15º     | 1     |
| 16º  | 46  | Mauro Sanchini   | Kawasaki Bertocchi       | Kawasaki ZX-7RR    | 24   | +1 giro   | 19º     |       |
| 17º  | 68  | Bertrand Stey    | White Endurance          | Honda VTR 1000 SP1 | 24   | +1 giro   | 21º     |       |
| 18º  | 23  | Jiří Mrkývka     | JM Racing                | Ducati 996 RS      | 24   | +1 giro   | 22º     |       |

#### Ritirati
| Nº | Pilota               | Squadra                   | Motocicletta  | Giri | Griglia |
| -- | -------------------- | ------------------------- | ------------- | ---- | ------- |
| 30 | Alessandro Antonello | DFX Racing Ducati Pirelli | Ducati 998 RS | 14   | 18º     |
| 99 | Steve Martin         | DFX Racing Ducati Pirelli | Ducati 998 RS | 4    | 16º     |

### Supersport

#### Arrivati al traguardo
| Pos. | Nº | Pilota               | Squadra                | Motocicletta    | Giri | Tempo     | Punti |
| ---- | -- | -------------------- | ---------------------- | --------------- | ---- | --------- | ----- |
| 1º   | 1  | Andrew Pitt          | Kawasaki Racing        | Kawasaki ZX-6R  | 25   | 44'58.860 | 25    |
| 2º   | 69 | James Whitham        | Yamaha Belgarda        | Yamaha YZF R6   | 25   | +0.157    | 20    |
| 3º   | 12 | Stéphane Chambon     | Alstare Suzuki Corona  | Suzuki GSX-R600 | 25   | +1.673    | 16    |
| 4º   | 3  | Jörg Teuchert        | Yamaha Motor Germany   | Yamaha YZF R6   | 25   | +10.822   | 13    |
| 5º   | 99 | Fabien Foret         | Ten Kate Honda         | Honda CBR 600F  | 25   | +10.867   | 11    |
| 6º   | 91 | Christian Kellner    | Yamaha Motor Germany   | Yamaha YZF R6   | 25   | +11.669   | 10    |
| 7º   | 2  | Paolo Casoli         | Yamaha Belgarda        | Yamaha YZF R6   | 25   | +11.968   | 9     |
| 8º   | 9  | Iain MacPherson      | Ten Kate Honda         | Honda CBR 600F  | 25   | +12.253   | 8     |
| 9º   | 17 | Chris Vermeulen      | Van-zon-Honda-T.K.R.   | Honda CBR 600F  | 25   | +20.921   | 7     |
| 10º  | 15 | Alessio Corradi      | Team Italia Spadaro    | Yamaha YZF R6   | 25   | +21.529   | 6     |
| 11º  | 11 | Piergiorgio Bontempi | Ducati NCR Nortel Net. | Ducati 748 R    | 25   | +31.826   | 5     |
| 12º  | 13 | Christophe Cogan     | BKM Honda Racing       | Honda CBR 600F  | 25   | +33.248   | 4     |
| 13º  | 7  | Karl Muggeridge      | Honda UK Race          | Honda CBR 600F  | 25   | +38.527   | 3     |
| 14º  | 71 | Werner Daemen        | Van-zon-Honda-T.K.R.   | Honda CBR 600F  | 25   | +40.030   | 2     |
| 15º  | 32 | Arushen Moodley      | Dynamic Exp. S. Compa  | Honda CBR 600F  | 25   | +1'04.328 | 1     |
| 16º  | 36 | Noel Haarhoff        | NHR                    | Suzuki GSX-R600 | 25   | +1'04.505 |       |
| 17º  | 38 | Graeme Van Breda     | Merces Cura Racing     | Suzuki GSX-R600 | 25   | +1'06.710 |       |
| 18º  | 16 | Gianluca Nannelli    | Rox Racing             | Ducati 748 R    | 25   | +1'29.118 |       |
| 19º  | 14 | Diego Giugovaz       | GIMotorsport           | Yamaha YZF R6   | 25   | +1'39.351 |       |

#### Ritirati
| Nº | Pilota            | Squadra                      | Motocicletta    | Giri |
| -- | ----------------- | ---------------------------- | --------------- | ---- |
| 35 | Trevor Crookes    | UUNET Ducati                 | Ducati 748 R    | 13   |
| 34 | Stewart MacLeod   | Cell C Suzuki                | Suzuki GSX-R600 | 11   |
| 37 | Katsuaki Fujiwara | Alstare Suzuki Corona        | Suzuki GSX-R600 | 9    |
| 20 | Stefano Cruciani  | T. Italia Lorenzini by Leoni | Yamaha YZF R6   | 5    |
| 5  | Kevin Curtain     | O.P.C.M. - Racing            | Yamaha YZF R6   | 4    |
| 33 | Robert Frost      | Saveko Racing                | Yamaha YZF R6   | 3    |
| 31 | Greg Dreyer       | Cell C Suzuki                | Suzuki GSX-R600 | 1    |
| 44 | Antonio Carlacci  | Lorenzini by Leoni Start T   | Yamaha YZF R6   | 1    |
| 8  | James Ellison     | Kawasaki Racing              | Kawasaki ZX-6R  | 1    |
| 81 | Robert Ulm        | BKM Honda Racing             | Honda CBR 600F  | 1    |